# Fabian Hanis
Fabian Hanis (* 2001 in Saarbrücken) ist ein deutscher Theater- und Filmschauspieler.

## Leben
Hanis lebte bis zum Beginn seiner Schauspielausbildung in Saarbrücken und besuchte dort von 2018 bis 2020 die private Schauspielschule Acting&Arts. Seine erste Filmrolle hatte Hanis 2020 in SOKO Wismar. Darauf folgten mehrere kleinere Auftritte in verschiedenen ARD-Formaten wie All you need und der Sky-Serie Souls.
Während des Studiums spielte er 2022 und 2023 bei den Bad Hersfelder Festspielen den Knox Overstreet in Der Club der toten Dichter.
Neben der Schauspielerei spielt er seit seiner Kindheit Schlagzeug und begann 2022 Gitarre zu lernen. Seinen aktuellsten Song veröffentlichte er 2022 unter dem Titel „The Only Way“. Außerdem porträtiert er seit 2020 verschiedene Schauspielerinnen und Schauspieler.
Fabian Hanis lebt seit 2020 in Potsdam. Seit Oktober 2020 absolviert er ein Schauspielstudium an der Filmuniversität Babelsberg Konrad Wolf.

## Filmografie
- 2020: SOKO Wismar (Fernsehserie, Folge Zucht und Ordnung) – Regie: Dirk Pientka
- 2020: All You Need – Regie: Benjamin Gutsche
- 2021: Souls – Regie: Alex Eslam, Hanna Maria Heidrich
- 2021: SOKO Leipzig (Fernsehserie, Folge Ungehört) – Regie: Sven Fehrensen
- 2022: Rotating Romance (Kurzfilm, Filmuniversität Babelsberg Konrad Wolf)
- 2025: Morden im Norden (Fernsehserie, Die letzte Bestellung) – Regie: Dirk Pientka